# 公司金融学
公司金融學（英語：corporate finance），又稱企業融資、公司財務管理、公司理財等。它是金融學的分支學科，用於考察公司如何有效地利用各种融资渠道，获得最低成本的资金来源，并形成合适的资本结构；還包括企業投資、利潤分配、運營資金管理及財務分析等方面。它会涉及到现代公司制度中的一些诸如委托-代理结构的金融安排等深层次的问题。一般來說，公司金融學利用各種分析工具來管理公司的財務，例如使用貼現法(DCF)來為投資計劃總值作出評估，使用決策樹分析來了解投資及營運的彈性。